# Конрад фон Урслинген
Конрад фон Урслинген (нем. Konrad von Urslingen, ит. Corrado di Urslingen) (р. ок. 1150, ум. 1202) — герцог Сполето в 1177—1190 и 1195—1198, граф Ассизи.
Из швабского дворянского рода. С 1177 граф Ассизи (Италия).
В 1183 году император Фридрих I Барбаросса назначил Конрада герцогом Сполето. В 1190 г. он был изгнан гвельфами, но через 5 лет с помощью Генриха VI вернул свои владения. Также носил титул маркграфа Тосканы (с 1193).
В 1198 году, во время германского междуцарствия, Конрад фон Урслинген был вынужден уступить Сполето папе Иннокентию III. Город Ассизи стал коммуной.
Имя и происхождение жены Конрада не установлены. Сыновья:
- Райнальд, герцог Сполето в 1223—1230,
- Бертольд,
- Конрад, предок герцогов фон Урслинген, прапрадед кондотьера Вернера фон Урслингена.